# Makszim Manukján
Makszim Manukján (örmény nyelven: Մաքսիմ Մանուկյան) (Gjumri, 1987. december 10. –) örmény kötöttfogású birkózó. A 2018-as birkózó-világbajnokságon a bronzérmet nyert 82 kg-os súlycsoportban, kötöttfogásban. A 2016. évi nyári olimpiai játékokon Örményország színeiben vett részt, de olimpiai érmet nem szerzett. Egyszeres világbajnok kötöttfogásban 80 kg-ban. Egyszeres Európa-bajnok kötöttfogásban, 82 kg-ban.

## Sportpályafutása
A 2018-as birkózó-világbajnokságon a bronzérmet nyert. A mérkőzést 4–1-ra nyerte az iráni Szaíd Abdavali ellen.